# Diva (musikalbum)
Diva är den skotska sångerskan Annie Lennox debutalbum som soloartist. Det släpptes i april 1992 och nådde första plats på UK Albums Chart. Diva släpptes som LP, kassett, CD och CD-bildskiva.

## Låtlista
Alla låtar är skrivna och komponerade av Annie Lennox, förutom "Legend in My Living Room" av Lennox och Peter-John Vettese, "The Gift" av Lennox, Paul Buchanan, Robert Bell och Paul Joseph Moore samt "Keep Young and Beautiful" av Al Dubin och Harry Warren. 
| Nr           | Titel                    | Längd |
| ------------ | ------------------------ | ----- |
| 1.           | Why                      | 4:53  |
| 2.           | Walking on Broken Glass  | 4:12  |
| 3.           | Precious                 | 5:08  |
| 4.           | Legend in My Living Room | 3:45  |
| 5.           | Cold                     | 4:20  |
| 6.           | Money Can't Buy It       | 5:00  |
| 7.           | Little Bird              | 4:48  |
| 8.           | Primitive                | 4:19  |
| 9.           | Stay by Me               | 6:28  |
| 10.          | The Gift                 | 4:52  |
| Total längd: | Total längd:             | 47:45 |

| 11.          | Keep Young and Beautiful | 2:17  |
| Total längd: | Total längd:             | 50:02 |

| 12.          | Step by Step | 4:49  |
| Total längd: | Total längd: | 52:34 |